# Liste d'adaptations d'œuvres littéraires suisses

## Légendes
|  | au cinéma        |
|  | à la télévision  |
|  | Direct-to-video  |
|  | Théâtre          |
|  | Jeu vidéo        |
|  | Comédie musicale |
|  | Ballet           |
|  | Bande dessinée   |

|  | Roman            |
|  | Premier roman    |
|  | Nouvelle         |
|  | Pièce de théâtre |
|  | Conte            |
|  | Poème            |
|  | Bande dessinée   |

## Adaptations
|  | Titre de l'adaptation française Titre original                                  | Réalisation                      | Première sortie | Pays d'origine de l'adaptation                                      | Source(s) |  |  | Titre de l'œuvre littéraire (ISBN / Wikisource)                           | Auteur            | Première publication |
|  | ------------------------------------------------------------------------------- | -------------------------------- | --------------- | ------------------------------------------------------------------- | --------- |  |  | ------------------------------------------------------------------------- | ----------------- | -------------------- |
|  | Heidi (it)                                                                      | Frederick A. Thomson             | 1920            | Drapeau des États-Unis                                              |           |  |  | Heidi (ISBN 2203135697)                                                   | Johanna Spyri     | 1880                 |
|  | Heidi                                                                           | Allan Dwan                       | 1937            | Drapeau des États-Unis                                              |           |  |  | Heidi (ISBN 2203135697)                                                   | Johanna Spyri     | 1880                 |
|  | Heidi                                                                           | Luigi Comencini                  | 1952            | Drapeau de la Suisse                                                |           |  |  | Heidi (ISBN 2203135697)                                                   | Johanna Spyri     | 1880                 |
|  | Heidi et ses amis                                                               | Joy Harington (en)               | 1953            | Drapeau du Royaume-Uni                                              | [ 1 ]     |  |  | Heidi (ISBN 2203135697)                                                   | Johanna Spyri     | 1880                 |
|  | Heidi et Pierre Heidi und Peter                                                 | Franz Schnyder                   | 1955            | Drapeau de la Suisse                                                |           |  |  | Heidi (ISBN 2203135697)                                                   | Johanna Spyri     | 1880                 |
|  | Heidi                                                                           | Joy Harington (en)               | 1959            | Drapeau du Royaume-Uni                                              | [ 2 ]     |  |  | Heidi (ISBN 2203135697)                                                   | Johanna Spyri     | 1880                 |
|  | Heidi                                                                           | Werner Jacobs                    | 1965            | Drapeau de l'Autriche                                               |           |  |  | Heidi (ISBN 2203135697)                                                   | Johanna Spyri     | 1880                 |
|  | Heidi (en)                                                                      | Delbert Mann                     | 1968            | Drapeau des États-Unis · Drapeau de l'Allemagne                     |           |  |  | Heidi (ISBN 2203135697)                                                   | Johanna Spyri     | 1880                 |
|  | Heidi Arupusu no Shōjo Haiji                                                    | Isao Takahata                    | 1974            | Drapeau du Japon                                                    |           |  |  | Heidi (ISBN 2203135697)                                                   | Johanna Spyri     | 1880                 |
|  | Heidi                                                                           | June Wyndham-Davies (en)         | 1974            | Drapeau du Royaume-Uni                                              | [ 3 ]     |  |  | Heidi (ISBN 2203135697)                                                   | Johanna Spyri     | 1880                 |
|  | Heidi                                                                           | Tony Flaadt                      | 1978            | Drapeau de la Suisse · Drapeau de l'Allemagne                       |           |  |  | Heidi (ISBN 2203135697)                                                   | Johanna Spyri     | 1880                 |
|  | Heidi                                                                           |                                  | 1991            | Drapeau du Japon                                                    | [ 4 ]     |  |  | Heidi (ISBN 2203135697)                                                   | Johanna Spyri     | 1880                 |
|  | Heidi                                                                           | Michael Ray Rhodes (de)          | 1993            | Drapeau des États-Unis · Drapeau de l'Italie · Drapeau de la Suisse |           |  |  | Heidi (ISBN 2203135697)                                                   | Johanna Spyri     | 1880                 |
|  | Heidi (es)                                                                      | Toshiyuki Hiruma Takashi         | 1995            | Drapeau du Japon · Drapeau des États-Unis                           | [ 5 ]     |  |  | Heidi (ISBN 2203135697)                                                   | Johanna Spyri     | 1880                 |
|  | Heidi transposé en 2001                                                         | Markus Imboden                   | 2001            | Drapeau de la Suisse                                                |           |  |  | Heidi (ISBN 2203135697)                                                   | Johanna Spyri     | 1880                 |
|  | Heidi                                                                           | Paul Marcus                      | 2005            | Drapeau du Royaume-Uni                                              |           |  |  | Heidi (ISBN 2203135697)                                                   | Johanna Spyri     | 1880                 |
|  | Heidi (en)                                                                      | Robert Alvarez (en) Chris Savino | 2005            | Drapeau du Royaume-Uni · Drapeau du Canada · Drapeau de l'Allemagne |           |  |  | Heidi (ISBN 2203135697)                                                   | Johanna Spyri     | 1880                 |
|  | Les Malheurs de Heidi Heidi's Song                                              | Robert Taylor                    | 1982            | Drapeau des États-Unis                                              |           |  |  | Heidi (ISBN 2203135697)                                                   | Johanna Spyri     | 1880                 |
|  | Heidi 4 Paws (en) transposé avec des chiens                                     | Holly Goldberg Sloan             | 2008            | Drapeau des États-Unis                                              |           |  |  | Heidi (ISBN 2203135697)                                                   | Johanna Spyri     | 1880                 |
|  | Adolphe                                                                         | Benoît Jacquot                   | 2002            | Drapeau de la France                                                |           |  |  | Adolphe (Wikisource)                                                      | Benjamin Constant | 1816                 |
|  | Les Robinsons des mers du Sud Swiss Family Robinson                             | Ken Annakin                      | 1960            | Drapeau des États-Unis                                              |           |  |  | Le Robinson suisse (ISBN 2203135484)                                      | Johann David Wyss | 1812                 |
|  | Perdus dans l'espace Lost in Space                                              | Irwin Allen                      | 1965            | Drapeau des États-Unis                                              |           |  |  | Le Robinson suisse (ISBN 2203135484)                                      | Johann David Wyss | 1812                 |
|  | Les Robinson suisses Swiss Family Robinson                                      | Peter Carter                     | 1974            | Drapeau du Canada                                                   |           |  |  | Le Robinson suisse (ISBN 2203135484)                                      | Johann David Wyss | 1812                 |
|  | Flo et les Robinson suisses Kazoku Robinson Hyōryūki Fushigi na Shima no Furōne | Yoshio Kuroda (ja)               | 1981            | Drapeau du Japon · Drapeau de la Suisse                             |           |  |  | Le Robinson suisse (ISBN 2203135484)                                      | Johann David Wyss | 1812                 |
|  | Les Naufragés du Pacifique The New Swiss Family Robinson                        | Stewart Raffill                  | 1998            | Drapeau des États-Unis                                              |           |  |  | Le Robinson suisse (ISBN 2203135484)                                      | Johann David Wyss | 1812                 |
|  | Perdus dans l'espace Lost In Space                                              | Stephen Hopkins                  | 1998            | Drapeau des États-Unis                                              |           |  |  | Le Robinson suisse (ISBN 2203135484)                                      | Johann David Wyss | 1812                 |
|  | Le Pot-au-feu de Dodin Bouffant (WD)                                            | Trần Anh Hùng                    | 2022            | Drapeau de la France                                                | [ 6 ]     |  |  | La Vie et la passion de Dodin-Bouffant, Gourmet (WD) (ISBN 2-9162-6662-3) | Marcel Rouff      | 2010                 |